# Kruhovky
Kruhovky (Cyclophyllidea) je řád tasemnic, tedy živočichů z kmene ploštěnců (Platyhelminthes), které parazitují na obratlovcích včetně člověka. Jedná se o nejpočetnější řád tasemnic.

## Popis
Na hlavičce (scolexu) se nachází čtyři kruhovité přísavky a někdy navíc chobotek (rostellum) s háčky.
Kruhovky nemají volně žijící larvální stádia. Mívají jednoho nebo dva mezihostitele, načež následuje definitivní hostitel. Z vajíčka se líhne v mezihostiteli larva (onkosféra), která pak proniká do střev a dále do těla a mění se v larvocystus neboli boubel, který čeká na pozření dalším hostitelem.

## Zástupci
Mezi známé kruhovky patří například tasemnice dětská (Hymenolepis nana), měchožil zhoubný (Echinococus granulosus) tasemnice dlouhočlenná (Taenia solium) a tasemnice bezbranná (Taenia saginata).